# Betamorpha indentifrons
Betamorpha indentifrons är en kräftdjursart som först beskrevs av Menzies 1968.  Betamorpha indentifrons ingår i släktet Betamorpha och familjen Munnopsidae. Inga underarter finns listade i Catalogue of Life.